# 交流整流子電動機

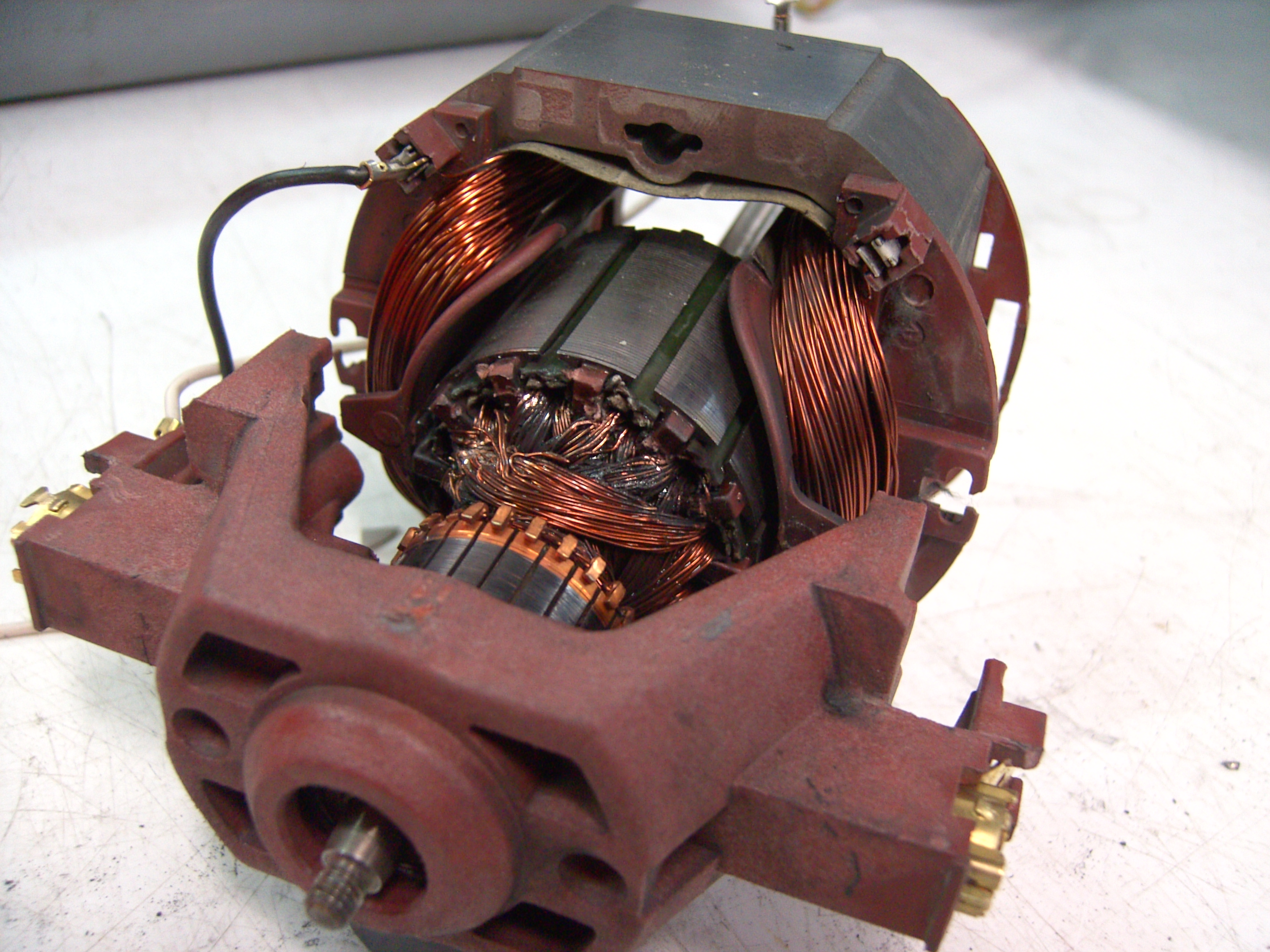
来自吸尘器的现代低成本交流整流子電動機。

交流整流子電動機（英語：Universal motor）是一种可以使用交流电源运行的整流子电动机，并使用电磁鐵作为其定子来产生磁场。
通用电动机具有高启动转矩，可以高速运行，并且轻巧紧凑。它们通常用于便携式电动工具和设备以及许多家用电器中。